# Elegia americana
Elegia americana (Hillbilly Elegy) è un film del 2020 diretto da Ron Howard e interpretato da Amy Adams e Glenn Close.
Sceneggiato da Vanessa Taylor, il film è l'adattamento cinematografico dell'omonimo libro di memorie del 2016 di J. D. Vance, scrittore e futuro vicepresidente degli Stati Uniti d'America.

## Trama
J.D. è un ex marine e studente di giurisprudenza a Yale, sul punto di ottenere il lavoro dei suoi sogni. Tuttavia un problema familiare lo costringe a tornare nella sua casa d’origine, nel sud dell'Ohio, dalla famiglia che ha cercato di dimenticare. Deve infatti affrontare le complesse dinamiche della sua famiglia appalachiana, in particolare il difficile rapporto che ha con la madre Bev, in lotta con la tossicodipendenza.
Grazie ai ricordi di sua nonna Mamaw, una donna forte e intelligente che si è sempre occupata di lui, J.D. affronta un viaggio personale che lo porta a comprendere e accettare la propria famiglia. Il film è un viaggio nei ricordi e una storia di sopravvivenza e trionfo di una famiglia. Attraverso il confronto fra tre generazioni diverse, spesso in contrasto tra loro, la storia della famiglia di J.D. riscopre la sua stessa essenza, tra alti e bassi.

## Promozione
Il primo trailer del film è stato diffuso online il 14 ottobre 2020.

## Distribuzione
Il film è stato distribuito limitatamente nelle sale cinematografiche statunitensi e a livello globale su Netflix il 24 novembre 2020.

## Accoglienza

### Critica
Il film è stato pesantemente stroncato dalla critica statunitense, che lo ha definito come «ridicolmente orrendo», «terribile», «il peggior film della carriera di Ron Howard» e «uno dei film più vergognosi dell'anno». In ogni caso, sebbene vi siano anche alcune voci critiche che hanno apprezzato il film, buona parte dei critici specializzati ha comunque elogiato le interpretazioni delle protagoniste ed in particolar modo quella di Glenn Close.

## Riconoscimenti
- 2021 - Premio Oscar[5]
  - Candidatura per la Migliore attrice non protagonista a Glenn Close
  - Candidatura per il Miglior trucco e acconciatura a Eryn Krueger Mekash, Patricia Dehaney e Matthew Mungle
- 2021 - Golden Globe
  - Candidatura per la Miglior attrice non protagonista a Glenn Close
- 2021 - Screen Actors Guild Awards
  - Candidatura per la Migliore attrice cinematografica per Amy Adams
  - Candidatura per la Migliore attrice non protagonista cinematografica a Glenn Close[6]
- 2021 - Critics' Choice Awards
  - Candidatura per la Migliore attrice non protagonista a Glenn Close[7]
- 2021 - Nevada Film Critics Society Awards
  - Migliore attrice non protagonista a Glenn Close[8]
- 2020 - San Francisco International Film Festival
  - Migliore interpretazione a Glenn Close[9]